# 丸屋本店
株式会社丸屋本店（まるやほんてん）は、新潟県新潟市中央区に本社を置く菓子メーカー。

## 概要
和洋菓子専門の新潟市にある会社である。1878年（明治11年）から菓子を作り続けている老舗である。
新潟の素材を使った「えだまめ餅」「黒糖饅頭」などの和菓子から「バウムクーヘン」など多彩な品揃えの新感覚の店である。

## 発売しているお菓子
- 越後のえだまめ餅
- 黒糖饅頭
- 新潟果樹園（ル・レクチエ、白根の白桃、にいがたトマト）
- 梨羹（ル・レクチエ製）
- 越後村松の栗羊羹（秋限定）
- 豊年満作（秋限定）
- 西瓜羊羹（夏限定）
- 花びら餅
- バウムクーヘン
- 雪浪漫
- デンマークチーズケーキ
- ほうじ茶プリン
- シュークリーム
- 日はまた昇る（古町スイーツ）

など